# Jenaro Castro
Jenaro Castro Muiña (2 de febrero de 1961) es un periodista español.

## Trayectoria
Licenciado en Ciencias de la Información en Periodismo por la Facultad de Ciencias de la Información (Universidad Complutense de Madrid), en 1985 ingresa en la Cadena SER, donde realiza labores de redacción en Hora 25 y en el informativo matinal. En la cadena, trabaja junto a Iñaki Gabilondo y Carlos Herrera, entre otros. Más tarde trabaja en la COPE, donde es director de los informativos del fin de semana, colabora en el programa de Luis del Olmo y es subdirector del programa matinal con Manuel Antonio Rico. 
En 1990 pasa a trabajar en TVE en el programa Por la mañana con Jesús Hermida. Tras el final de la emisión del programa, vuelve a la radio durante un tiempo hasta que regresa a TVE en la primera emisión de Diario noche. A partir de ese momento está ininterrumpidamente en los informativos, siendo editor adjunto del programa, los avances informativos de la mañana y del TD-1 y responsable de presentar el avance de las 13h00. Entre 1998 y 2004 también se encarga de editar y presentar numerosos especiales informativos en TVE. 
En 1997 y durante varios meses se encarga de la edición y presentación del Telediario Fin de semana. Y desde enero de 1999 hasta agosto de 2000 edita y presenta el Telediario Matinal, primero junto a Ángeles Bravo y más tarde junto a Begoña Alegría.
En septiembre del 2000 es editor del TD-2 presentado por Alfredo Urdaci. En la temporada 2002-03 se incorpora al Canal 24 horas, primero como redactor y posteriormente como editor y presentador de los informativos del canal internacional.  En abril de 2004 es apartado como editor del TD-2 y posteriormente, desde septiembre de 2004 hasta julio de 2012 dirige y presenta el programa Semanal 24h que se emitía en el Canal 24 horas y TVE Internacional, compatibilizándolo con colaboraciones en COPE y diversos diarios regionales, como El Progreso desde 2016 y el Diario de Pontevedra desde 2007. También es corresponsal de El Noticiero Universal en Madrid.
Entre agosto de 2012 y agosto de 2018  es director de Informativos No Diarios de TVE, así como director y presentador —desde septiembre de 2014— del programa Informe semanal.Como director de Informativos No Diarios de Televisión Española se encargaba de dirigir los avances, especiales y retransmisiones informativas emitidas por la cadena.
Ha participado en los Másteres de Periodismo impartidos por la Universidad Juan Carlos I de Madrid y la Universidad San Estanislao de Koska de Segovia.
Desde el 26 de marzo de 2021 es miembro del Consejo de Administración de RTVE a propuesta del Partido Popular, labor que compagina con la de redactor del programa Documentos TV en el cual trabaja desde septiembre de 2018 y con la de presentador y director de Plano general en La 2 desde abril de 2022. Un programa de entrevistas  a destacados personajes de la cultura, la política y la vida social española, que dirige y presenta, durante tres temporadas, hasta la actualidad (2024)   

## Reconocimientos
- En 1986 obtuvo el Premio Ondas como integrante del equipo informativo de la Cadena SER que realizó el programa especial Referéndum sobre la permanencia de España en la OTAN.

- En 2003 le fue concedido el Premio Puro Cora de Periodismo por su artículo sobre los corresponsales de guerra muertos en Irak (Julio Anguita Parrado y José Couso).

- En septiembre de 2009 le fue concedida una Antena de Oro por su trayectoria periodística.[13]

- El 16 de noviembre de 2013 plantó y apadrinó un árbol con su nombre en el Parque de la Comunicación de Boiro, el único de España creado por periodistas. Ese mismo día recogió en Boiro en nombre de Informe semanal el Premio Exxpopress Honorífico 2013 otorgado a este programa por el Club Exxpopress de Periodistas de Galicia, coincidiendo con el 40.º aniversario del mismo.
- En diciembre de 2020 obtuvo el Premio Andalucía de Periodismo en la modalidad de televisión, por el documental Marta, la niña de Sevilla emitido en Documentos TV, al cumplirse el décimo aniversario de la desaparición de la joven sevillana, Marta del Castillo.
- El 5 de junio de 2024 recibió el Título de Excelencia Galega 2024, que concede la Asociación de Empresarios Gallegos de Cataluña (AEGA-CAT). [14]

| Predecesor: Pilar García Negro | Pregonero de las fiestas de San Froilán en Lugo 2013 | Sucesor: Pedro Revaldería |